# Hipnóticos
Para el estado psicológico, ver Hipnosis
Los fármacos somníferos o hipnóticos (del griego Hypnos, sueño) son una clase de drogas psicoactivas cuya función principal es inducir somnolencia o sueño (o bien inducir anestesia como la usada en cirugía).

## Tipos según vía de administración
Estos fármacos se pueden clasificar en dos grupos principales según su uso y vía de administración: los orales y los intravenosos o inhalatorios.

### Hipnóticos orales
Los hipnóticos por vía oral, llamados de manera informal pastillas para dormir, se usan en el tratamiento del insomnio. Es aconsejable utilizarlos por recomendación y prescripción médica. El médico seleccionará el hipnótico más efectivo y seguro, y lo prescribirá a la dosis efectiva más baja y por el menor número de noches que sea necesario. Estos fármacos se deben emplear estrictamente durante el tiempo que el médico indique para evitar fenómenos de dependencia y tolerancia. El objetivo inicial de un médico que trata a un paciente con insomnio es determinar qué factores contribuyen a la alteración del sueño, y a partir de aquí, optar por una estrategia de tratamiento. En este sentido, y para evitar los posibles efectos secundarios de estos fármacos, inicialmente el médico puede recomendar realizar cambios en el entorno antes de prescribirlos. Estos cambios del entorno pueden incluir: buenos hábitos de sueño, patrones de preparación para el sueño, medidas de relajación, ejercicios, evitar la cafeína, el alcohol y otras sustancias estimulantes, o incluso intervenciones conductuales como la terapia cognitiva-conductual para el insomnio.

### Hipnóticos intravenosos e inhalatorios
Se utilizan para la realización del acto anestésico y durante la sedación en ambiente hospitalario. Son los fármacos principales en la inducción y el mantenimiento de la anestesia, junto con los morfinanos u opiáceos y los relajantes musculares.
Los hipnóticos utilizados en Anestesia son:
- Barbitúricos, el Pentothal es el más utilizado.
- Propofol
- Etomidato
- Ketamina. Es poco utilizado debido a su poder alucinógeno, con posibilidad de producir estados psicóticos postanestésicos, aunque sigue siendo muy útil en medicina de emergencias y en pacientes con shock.
- Benzodiazepinas. La más utilizada en Anestesia es el Midazolam por su vida media corta y su perfil farmacocinético.

## Psicotrópicos
Se llaman psicotrópicos a las sustancias que actuando sobre el sistema nervioso producen cambios transitorios en la percepción, el estado de ánimo, la conciencia o el comportamiento. Entre los hipnóticos psicotrópicos encontramos:
- Benzodiazepinas.
- Antihistamínicos doxilamina, prometazina, zaleplon, difenhidramina.
- Otros como zolpidem, zopiclona, eszopiclona, hidrato de cloral y clometiazol.

## Efectividad
En 2022 se publicó una amplia revisión sistemática y metanálisis de medicamentos para el tratamiento del insomnio que consideró 170 ensayos. En términos de tratamiento agudo, las benzodiacepinas, la doxilamina, la eszopiclona, el lemborexant, el seltorexant, el zolpidem y la zopiclona fueron más eficaces que el placebo. Para el tratamiento a largo plazo, la eszopiclona y el lemborexant fueron más efectivos que el placebo y la eszopiclona fue más eficaz que ramelteon y zolpidem. Teniendo en cuenta los resultados en diferentes momentos (es decir, tratamiento agudo y a largo plazo), lemborexant y eszopiclona tuvieron el mejor perfil en términos de eficacia, aceptabilidad y tolerabilidad; sin embargo, la eszopiclona podría causar eventos adversos sustanciales y los datos de seguridad de lemborexant no fueron concluyentes. No hubo pruebas suficientes que respalden la prescripción de benzodiazepinas y zolpidem en tratamientos a largo plazo.

## Niños y personas mayores
En la actualidad la prescripción de hipnóticos a niños no está aceptada, a menos que se usen para tratar terror nocturno o sonambulismo. Las personas mayores son más sensibles a los posibles efectos secundarios como la fatiga diurna y las deficiencias cognitivas. Un metanálisis concluyó que los riesgos generalmente superan los marginales beneficios de los hipnóticos en las personas de avanzada edad.

## Riesgos
Una revisión de la literatura sobre hipnóticos benzodiazepínicos y los fármacos Z concluyó que estos fármacos pueden tener efectos adversos, como dependencia y accidentes, y que un tratamiento óptimo debería utilizar la dosis efectiva más baja durante el período de tiempo terapéutico más corto, seguido de una suspensión gradual para mejorar la salud sin empeorar el sueño.

### Deterioro cognitivo
Se han realizado numerosos estudios para investigar la relación entre los hipnóticos y el deterioro cognitivo. A pesar de la prescripción generalizada de benzodiazepinas, los resultados de un metanálisis de 2018 corroboran la creciente evidencia de que diversas funciones neuropsicológicas (como memoria de trabajo, velocidad de procesamiento, atención dividida, construcción visual, memoria reciente y lenguaje expresivo) se ven afectadas tras el uso prolongado de benzodiazepinas. Y aunque se ha observado una recuperación de las funciones cognitivas tras dejar el uso de benzodiazepinas, persiste un deterioro cognitivo residual, no observánose la recuperación total en los primeros 6 meses posteriores al cese del tratamiento. Estos resultados sugieren que pueden quedar algunos déficits cognitivos permanentes o déficits que tardan más de 6 meses en desaparecer.

### Demencia
Un estudio de 2012 llevado a cabo en Taiwán concluyó que las personas con insomnio que han usado hipnóticos por un tiempo prolongado tienen más del doble de riesgo de padecer demencia. El estudio aconseja prestar atención a la dosis y la vida media de los hipnóticos utilizados, ya que una mayor exposición a estos medicamentos podría implicar un mayor riesgo de desarrollar demencia. No obstante, aunque existe una creciente evidencia que asocia el uso de medicamentos hipnóticos sedantes y el riesgo de demencia, especialmente el uso de benzodiazepina, no existe un consenso absoluto en que el uso de hipnóticos en sí mismo conlleve una mayor probabilidad de padecer demencia.